# Rhagoduna puccionii
Espèce
Synonymes
- Rhagodes puccionii Caporiacco, 1927

Rhagoduna puccionii est une espèce de solifuges de la famille des Rhagodidae.

## Distribution
Cette espèce est endémique de Somalie.

## Étymologie
Cette espèce est nommée en l'honneur de Nello Puccioni (1881–1937).

## Publication originale
- Caporiacco, 1927 : Scorpioni e Solifugi raccolti in Somalia dai prof. Stefanini e Puccioni nel 1924. Monitore Zoologico Italiano, vol. 38, p. 58-62.